# 魏斯巴赫 (图林根州)
魏斯巴赫是德国图林根州的一个市镇。总面积5.31平方公里，总人口152人，其中男性71人，女性81人（2011年12月31日），人口密度29人/平方公里。